# Mathilde Hanzel-Hübner
Mathilde Hanzel-Hübner (geboren als Mathilde Hübner 27. Mai 1884 in Oberhollabrunn, Österreich-Ungarn; gestorben 19. Oktober 1970 in Wien) war eine österreichische Lehrerin und Frauenrechtlerin.

Mathilde Hanzel-Hübner (1915)

## Leben
Mathilde Hübner war die dritte von fünf Töchtern des Lehrerehepaars Gustav Hübner und Agnes von Coulon. Die Familie zog 1895 nach Wien, und sie besuchte dort die Privat-Bürgerschule für Mädchen und 1898 für ein Jahr die Höhere Töchterschule des Schulvereins für Beamtentöchter. Von 1899 bis 1903 absolvierte sie die Lehrerinnen-Bildungsanstalt Wien und machte anschließend noch die Matura. Sie wurde Unterlehrerin und bestand die Lehrbefähigungsprüfung für Volksschulen und 1907 die Prüfung für Bürgerschulen. 1909 erwarb sie als erste Frau in Österreich den Gasthörerstatus an der Technischen Hochschule Wien, brach das Studium aber ab.
1910 heiratete Hübner den Gymnasiallehrer Ottokar Hanzel, sie hatten zwei Töchter. Sie arbeitete weiterhin als Lehrerin in der Bürgerschule. Sie wurde Mitglied, Schriftführerin und von 1910 bis 1914 Vizepräsidentin des Allgemeinen Österreichischen Frauenvereins. Nach Kriegsausbruch 1914 wurde Hanzel als Leutnant eingezogen, sie setzte sich für Friedensinitiativen ein. 
1926 wurde sie zur Schulrektorin befördert. In der Weltwirtschaftskrise wurde sie 1934 auf Grund des Doppelverdienergesetzes vorzeitig pensioniert. Hanzel-Hübner engagierte sich in der Internationalen Frauenliga für Frieden und Freiheit, nach dem Anschluss Österreichs 1938 trat sie nicht mehr in Erscheinung. Nach 1945 wurde sie nochmals im Verein Frauenarbeit-Frauenhilfe aktiv. 

## Schriften
- Monika Bernold, Johanna Gehmacher: Auto-Biographie und Frauenfrage : Tagebücher, Briefwechsel, politische Schriften von Mathilde Hanzel-Hübner (1884–1970). Wien : Böhlau, 2003